# Pine City
La ville américaine de Pine City est le siège du comté de Pine, dans l’État du Minnesota. Lors du recensement de 2010, sa population s’élevait à 3 123 habitants. 

## Démographie
| Groupe            | Pine City | Minnesota | États-Unis |
| ----------------- | --------- | --------- | ---------- |
| Blancs            | 95,6      | 85,3      | 72,4       |
| Métis             | 1,7       | 2,4       | 2,9        |
| Amérindiens       | 1,5       | 1,1       | 0,9        |
| Asiatiques        | 0,7       | 4,0       | 4,8        |
| Afro-Américains   | 0,3       | 5,2       | 12,6       |
| Autres            | 0,2       | 2,0       | 6,4        |
| Total             | 100       | 100       | 100        |
|                   |           |           |            |
| Latino-Américains | 1,2       | 4,7       | 16,7       |

Selon l'American Community Survey, pour la période 2011-2015, 95,71 % de la population âgée de plus de 5 ans déclare parler anglais à la maison, alors que 2,22 % déclare parler l'espagnol, 0,82 % l'allemand, 0,61 % le vietnamien et 0,75 % une autre langue.

## Source
- (en) Cet article est partiellement ou en totalité issu de l’article de Wikipédia en anglais intitulé « Pine City, Minnesota » (voir la liste des auteurs).

1. ↑  (en) « Pine City, MN Population - Census 2010 and 2000 », sur censusviewer.com.
2. ↑  (en) « Population of Minnesota - Census 2010 and 2000 », sur censusviewer.com.
3. ↑  (en) « Language spoken at home by ability to speak english for the population 5 years and over », sur factfinder.census.gov.